# Bourse de Lusaka
La Bourse de Lusaka (en anglais: Lusaka Securities Exchange) (LuSE) est une bourse en Zambie basée à Lusaka.
En avril 2025, la LuSE comptait 20 sociétés cotées avec une capitalisation boursière de 276,7 milliards ZMW (9,8 milliards USD).

## Histoire
La Bourse de Lusaka (LuSE) a été créée en 1993 avec l'assistance technique préparatoire de la Société financière internationale (SFI) et de la Banque mondiale. Elle a ouvert ses portes le 21 février 1994. La LuSE et la Securities and Exchange Commission (SEC) ont été financées par le PNUD et le gouvernement zambien dans le cadre d'un projet de développement des marchés financiers et des capitaux en Zambie, dans le cadre du programme multi-composants de développement du secteur privé. Elle devait également attirer les investissements de portefeuille étrangers grâce à la reconnaissance de la Zambie et de la région comme un marché de capitaux émergent offrant un potentiel de rendement élevé.
Le gouvernement de la République de Zambie (GRZ) a accordé des subventions à la LuSE de 1993 à 2009. Par la suite, le GRZ a cessé son soutien et la LuSE est devenue totalement dépendante de ses sociétés cotées pour générer ses revenus d'exploitation. La pérennité de la LuSE est devenue tributaire de l'augmentation du nombre et de la taille des sociétés cotées en bourse. En 2005, la société a introduit son propre code de gouvernance pour les sociétés cotées.
Depuis sa création, la LuSE a dépassé le stade de simple plateforme de négociation d'actions et d'obligations, comme en témoignent certaines entreprises de tous secteurs d'activité qui l'ont utilisé pour lever des capitaux publics et assurer leur expansion. Parmi ses plus grandes entreprises en 2024 figuraient Copperbelt Energy Corporation, ZCCM IH, Zambia Sugar, ZANACO, Standard Chartered Bank Zambia, Airtel Zambia, Lafarge and Zambrew, PUMA et Real Estate Investment Zambia (REIZ).
En 2020, la Bourse a créé une filiale, la Lusaka Clearing and Settlement Agency (LCSA). Cette création s'inscrivait dans le cadre de sa stratégie visant à optimiser l'efficacité et l'efficience des services offerts au marché. La LCSA est une entité fournissant des services de dépôt, notamment des services automatisés de livraison, de compensation et de règlement.
En janvier 2022, la LuSE figurait en tête du classement des bourses les plus performantes d'Afrique, avec une hausse de 93,2 %. En mars 2022, la LuSE a lancé le portail en ligne GEM, une initiative approuvée par la Securities and Exchange Commission de Zambie visant à fournir aux start-ups et aux petites et moyennes entreprises un accès au financement pour soutenir la croissance de nouvelles entreprises et la reconstruction des entreprises touchées par la pandémie de COVID-19,. En septembre 2022, le gouvernement zambien a annoncé une retenue à la source nulle sur les intérêts des investissements en obligations vertes à la bourse locale afin de stimuler les investissements verts. À la fin de ce mois, l'indice All Share de la Bourse de Lusaka s'était renforcé de 28 pour cent depuis le début de l'année en termes de dollars, dont 17 pour cent sont attribués au troisième trimestre, par rapport au S&P 500 qui avait chuté de 25 pour cent dans un environnement mondial caractérisé par une inflation excessive, des dislocations des prix des matières premières et un resserrement de la politique monétaire.